# Artega GT

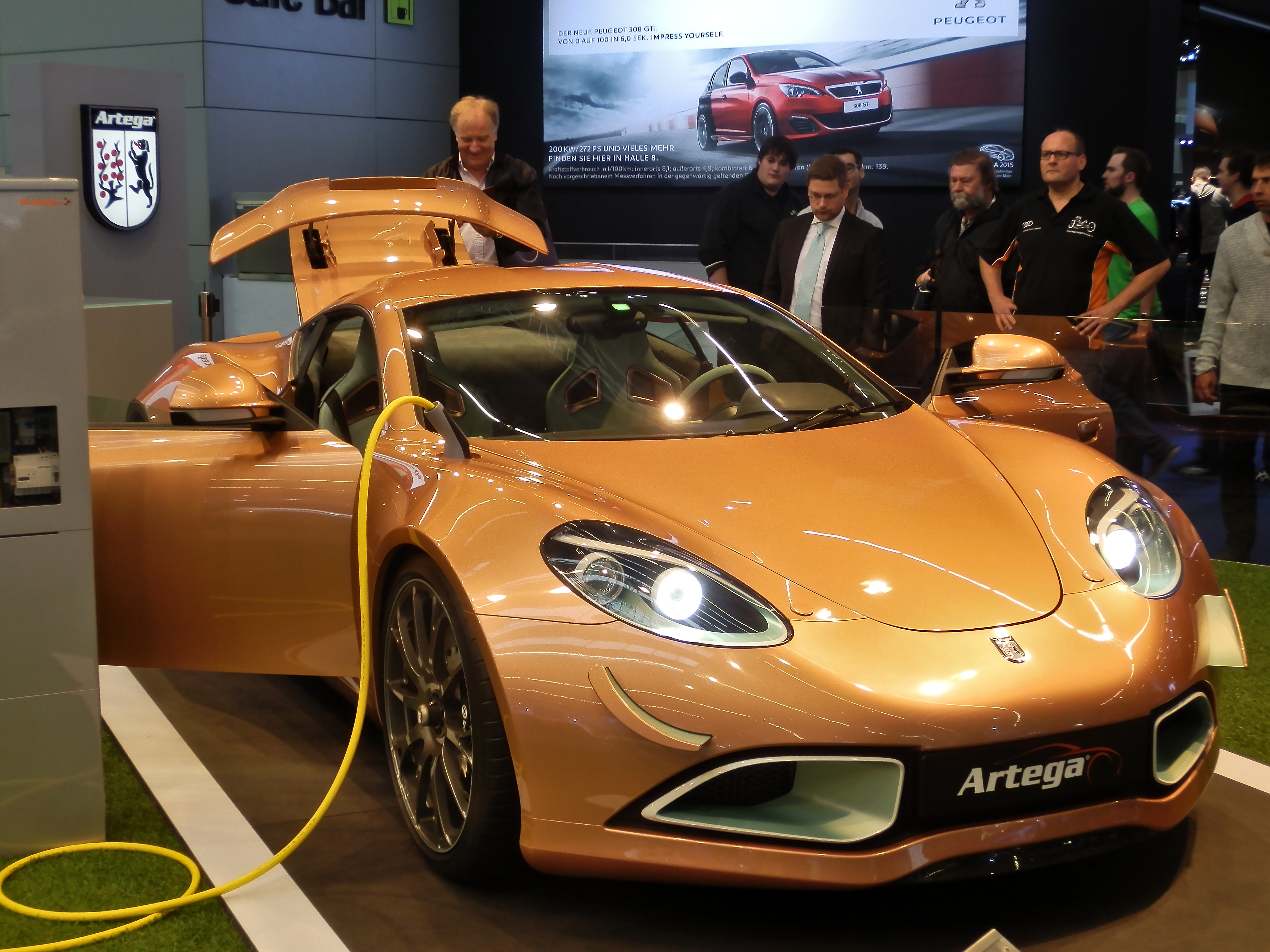
Artega Scalo (seit 2015)

Der Artega GT ist ein Sportwagen, der von der Firma Artega hergestellt wurde.

## Prototyp und Modellhistorie
Der erste Prototyp eines Artega Sportwagens wurde auf dem Genfer Auto-Salon 2007 der Öffentlichkeit vorgestellt.
Eine Version mit elektrischem Antrieb (Artega SE) war in Entwicklung. Erste Testfahrzeuge wurden bereits auf der 64. IAA 2011 gezeigt.
Auf dem Genfer Auto-Salon 2012 präsentierte Artega eine weitere Modellform des Artega GT mit herausnehmbarem Panoramadach. Dieses besteht aus Sicherheitsglas und ist wie bei einem Roadster mit wenigen Handgriffen zu entnehmen. Dies macht das sonst geschlossene Coupé zu einem Sportwagen mit großem, offenen Dachausschnitt. Das Glasdach wird während der Fahrt in einer Tasche hinter den Sitzen verstaut. Motor und Direktschaltgetriebe sowie sämtliche technischen Sicherheitsmodule sind wie beim geschlossenen Artega GT.
Die Produktion des Artega GT wurde vorläufig am 30. September 2012 nach 153 produzierten Exemplaren eingestellt.

### Scalo
Auf der IAA 2015 stellte Artega nach einer Insolvenz eine Weiterentwicklung des GT unter der Bezeichnung Scalo vor. Anders als der GT ist er elektrisch angetrieben. Seine zwei wassergekühlten permanentmagneterregten Synchronmotoren können kurzzeitig 195 und dauernd 150 kW leisten und haben ein maximales Drehmoment von 780 Nm. Auch die elektronische Steuereinheit ist wassergekühlt. Den maximalen Wirkungsgrad der Motoren gibt der Hersteller mit bis zu 95 % bei 6900/min an. Der Lithium-Ionen-Akkumulator hat eine Nennkapazität von 37 kWh und eine Nennspannung von 411 V; er ist mit Hochleistungskondensatoren kombiniert, die Lastspitzen mildern. Der Kühlkreislauf des Akkus ist von dem für Motor und Elektronik getrennt. Die Batterien lassen sich in weniger als einer Stunde schnellladen; dazu wird eine Leistung von 64 kW benötigt. 
Der 170.000 € teure Scalo sollte nur auf Bestellung gebaut werden, seine Reichweite beträgt bis zu 400 km. Eine Auslieferung von Serienfahrzeugen ist nicht überliefert.

## Technik
Die Karosserie mit den Maßen: Länge 401 cm, Breite 188 cm und Höhe 118 cm entwarf der Däne Henrik Fisker. Angetrieben wird das zweisitzige Sportcoupé von einem 3,6-Liter-Sechszylinder-VR-Motor mit 220 kW (300 PS) von VW, kombiniert mit einem 6-Gang-Direktschaltgetriebe. Er sitzt vor der Hinterachse (Mittelmotor). Als Fahrleistungen werden eine Höchstgeschwindigkeit von 270 km/h und eine Beschleunigung von 0 auf 100 km/h in 4,6 Sekunden angegeben. Das Fahrzeug hat ein Leergewicht von 1285 kg, verbraucht 9,6 l/100 km und erfüllte anfangs die Abgasnorm Euro 4, spätere Modelle die Abgasnorm Euro 5; eine Euro-Zulassung besteht.
Die Karosserie ist auf einem unter 100 kg wiegenden Aluminium-Spaceframe aufgebaut und besteht aus Polyurethan. Fahrzeuge ab Baujahr September 2011 haben unter anderem Hauben- und Dacheinheiten aus kohlenstofffaserverstärktem Kunststoff. Auf Kundenwunsch werden diese Bauteile auch nur klar lackiert ausgeliefert, damit die Struktur des Gewebes sichtbar bleibt. Die seitlichen und auffälligen Lufteinlässe für den Mittelmotor sind serienmäßig so gehalten.
Das Sicherheitskonzept umfasst Antiblockiersystem, elektronische Fahrstabilitätsregelung, 4 Airbags, Gurtstraffer, Crashmodule vorne, hinten und in den Türen sowie eine Stahlverstärkung im Dach.

## Technische Daten
| Kenngrößen                 | Artega GT              | Artega Scalo                      |
| -------------------------- | ---------------------- | --------------------------------- |
| Bauzeitraum                | 2009–2012              | 2015                              |
| Motor                      |                        |                                   |
| Einbaulage                 | Mitte hinten quer      | Mitte hinten quer                 |
| Hubraum (cm³)              | 3597 cm³               | –                                 |
| Motorbauform               | VR6                    | 2 Permanentmagnet-Synchronmotoren |
| max. Leistung, kW (PS)     | 220 (300) bei 6600/min | 300 (408) bei 6900/min            |
| max. Drehmoment, Nm        | 350 bei 2400/min       | 780                               |
| Abgasnorm                  | EU 5                   | –                                 |
| Kraftübertragung           |                        |                                   |
| Antrieb                    | Hinterradantrieb       | Hinterradantrieb                  |
| Getriebe                   | Sechs-Gang-DSG         | Ein-Gang                          |
| Fahrleistungen             |                        |                                   |
| Beschleunigung, 0–100 km/h | 4,6 s                  | 3,6 s                             |
| Höchstgeschwindigkeit      | 274 km/h               | 250 km/h                          |
| Umwelt                     |                        |                                   |
| Verbrauch                  | 9,6 l/100 km           | k. A                              |
| CO2-Emission               | 223 g/km               | –                                 |
| Abmessungen                |                        |                                   |
| Länge × Breite × Höhe, mm  | 4015 × 1882 × 1180     | 4010 × 1880 × 1200                |
| Radstand                   | 2460 mm                | 2460 mm                           |
| Gewicht                    | 1260 kg                | 1585 kg                           |
| Tankinhalt                 | 68 l (2)               | –                                 |
| Kapazität Akkumulator      | –                      | 37 kWh                            |